# アラジン (加熱機器ブランド)
アラジンは、暖房器具・調理器具を中心としたブランド。日本エー・アイ・シー株式会社が保有している。

## 歴史

### アラジンインダストリーズ（米国）
マントルランプカンパニーオブアメリカとして1908年にシカゴで設立され、1919年に子会社としてアラジンインダストリーズを設立した。当初は弁当箱、灯油ランプ、ストーブ、食品保存容器販売を行っていた。その後、主力製品として食品保存容器や保温飲料容器などを中心に成長し、2002年にPMI（パシフィックマーケットインターナショナルLLC）社が買収。
米国ではアラジンブランドは食品・飲料製品ブランドとして今も生きている。多くの部門が子会社化したが、ランプに関する事業を担っていたアラジンマントルランプ社は創業以来今もランプ販売を行っている。

### アラジンインダストリーズ（英国）
1919年、米国マントルランプカンパニーオブアメリカの現地法人として、イギリスにアラジン社が設立された。代理人であるジャック・インバー（Jack Imber）はランプ、ストーブと燃料アラジンピンク（パラフィンオイル）を販売した。暖房機製造販売にあたってインバーリサーチ社を設立。社名から名前を取った製品I.R.が成功、後にブルーフレームと名称を変更した。I.R.社製品を米国で販売する際は、バッジを付け替え、バイアラジン（Bialaddin）ブランドで販売していた。

### 日本での展開

#### 輸入代理店
- 1957年～1975年 - 簗瀬商事（現・ヤナセ）が輸入・販売[4]。
- 1973年 - 日本アラジン設立。株式会社ヤナセ、株式会社フジカ、英・米アラジン社の合弁による[5]。
- 1975年 - 日本アラジンからディック家庭機器株式会社に変更。それまで米国アラジンの代理店として製品を販売していた大日本インキ化学工業株式会社（現・DIC）が、日本アラジンの経営に参加。同社は60％の大株主となった。日本アラジン設立以降、国内生産へと段階的に移行し1978年には国内完全生産となった[6]。消防法に基づき耐震消火装置を設置する必要があったことと、英国での生産が対応しきれない状況にあったため[7]。

#### 日本エー・アイ・シー
- 1985年設立の日本エー・アイ・シーがブランドの権利を譲り受け、以降展開[8]。現在も登録商標などを保有している[9]。

#### 株式会社千石
- 2005年に日本エー・アイ・シーを買収[10]。
- 2018年に新ブランドとして「センゴクアラジン」を発表[11]。カセットボンベを使ったストーブ・調理器具ブランドでプロダクトIDとしてSAG-から始まる記号を使用している[12]。